# Bomberman Live: Battlefest
Bomberman Live: Battlefest es un videojuego de 2010 para la consola Xbox 360. Fue desarrollado por Pi Studios, distribuido por Hudson Soft, y lanzado el 8 de diciembre de 2010 a través de Xbox Live Arcade.
Siendo parte de la franquicia de Bomberman, es el sucesor de Bomberman Live de 2007 y fue la última entrega de consola distribuida por Hudson Soft antes de su adquisición y subsecuente disolución por Konami.

## Jugabilidad
La jugabilidad continúa la tradición de la serie Bomberman. Los jugadores deben soltar bombas para explotar y vencer a los demás. Deberán explotar los bloques que se encuentren en el camino para abrirse paso a otros jugadores. Al hacer eso, ganarán potenciadores, como un incremento de velocidad o alcance de explosión. El último en pie en cada ronda será el ganador. Si no queda ningún jugador, se declara un empate.

### Multijugador
Bomberman Live: Battlefest incluye hasta ocho personas en línea junto con los equipos. Ofrece varios modos de juego, potenciadores, arenas, y admite los avatares de Xbox Live Arcade.

## Recepción
El juego ha recibido reseñas por encima de la media, de acuerdo al sitio web agregador de reseñas Metacritic. GameSpot dijo que «Battlefest no es malo. Solo es innecesario». IGN lo llamó «un gran cambio de ritmo, especialmente cuando tienes un grupo de amigos en la vida real».